# ضدفکاهی
ضدفکاهی یا پادشوخی (انگلیسی: Anti-humor) نوعی فکاهی غیرمستقیم و جایگزین است که شامل تحویل دادن چیزی از سوی بذله‌گوست که به عمد خنده‌دار نیست یا فاقد معنای ذاتی است. ضدفکاهی به شکل نوعی گواژه یا وارونه‌سازی انتظارات توصیف می‌شود که ممکن است باعث برانگیختن احساساتی متضاد با شوخی مثل ترس، درد، شرم‌زدگی، انزجار، دستپاچگی یا ناراحتی شود.